# Оскар Грипенберг
Оскар-Фердинанд Казимирович Грипенберг (на шведски: Oskar Ferdinand Casimir Gripenberg; на руски: Оскар Казимирович Гриппенберг) е руски офицер, генерал от пехотата. Участник в Руско-турската война (1877-1878) и Руско-японската война (1904-1905).

## Биография
Оскар Грипенберг е роден на 1 януари 1838 г. в град Иканлинен. Произхожда от наследствен финландски дворянски род. Посвещава се на военното поприще. Постъпва в Руската армия като юнкер и участва в Кримската война (1853-1856). За отличие е произведен в първо офицерско звание прапорщик (1855).
Участва в потушаването на Полското въстание (1863 – 1864). При покоряването на Бухара е командир на рота. Повишен е във военно звание подполковник с назначение за командир на 5-и Туркестански линеен батальон (1869). Повишен е във военно звание полковник и флигел-адютант (1877). Служи във Финландския лейбгвардейски полк.
Участва в Руско-турската война (1877-1878) като командир на лейбгвардейския Московски полк. Във военните действия проявява храброст, хладнокръвие, енергия и необичайна находчивост. Отличава се в битката при село Правец. С полка отразява 4 османски атаки на 18 табора с командир Шакир паша в битката при Арабаконак и се нарежда сред героите на войната. Награден е с орден „Свети Владимир“ III ст., орден „Свети Станислав“ I ст. и орден „Свети Георги“ III ст. Повишен е във военно звание генерал-майор от 1878 г.
След войната служи като командир на лейбгвардейския Московски полк, 1-ва бригада от 1-ва Гвардейска пехотна дивизия (1888-1889) и Гвардейската стрелкова бригада (1889-1897). Повишен е във военно звание генерал-лейтенант от 1890 г. Член на Александровския комитет на ранените (1898). Командир на 6-и армейски корпус с повишение във военно звание генерал от пехотата (1900). Помощник на командира и командир на Вилненския военен окръг (1901, 1904). Генерал-адютант от 1904 г.
Участва в Руско-японската война (1904-1905) като командир на 2-ра Манджурска армия. Генерал-инспектор на пехотата и член на Държавния съвет по отбраната (1905). Излиза в оставка през 1906 г. Награден е с висшия военен орден „Свети Александър Невски“ (1905).